# سفالکسین
سفالکسین (به انگلیسی: cephalexin) یک آنتی بیوتیک است که برای درمان شماری از عفونت‌های باکتریایی به کار می‌رود. این دارو، یک داروی خوراکی است و علیه باکتری گرم-مثبت و باکتری گرم-منفی فعالیت می‌کند. این دارو در ردهٔ نسل اول سفالوسپورین‌ها قرار می‌گیرد و فعالیتی مشابه به آنتی‌بیوتیک‌های بتا-لاکتام درون این دسته دارد و شامل عامل درون وریدی سفازولین نیز می‌شود.
سفالکسین در درمان شماری از عفونت‌ها به کار می‌رود، مانند: عفونت گوش میانی، استئومیلیت و عفونت مفصلی، عفونت‌های پوستی و عفونت ادراری. این دارو می‌تواند برای جلوگیری از سینه‌پهلو، گلودرد استرپتوکوکی و آندوکاردیت باکتریایی به کار رود. سفالکسین علیه استافیلوکوکوس-اورئوس مقاوم به متی سیلین (MRSA). مؤثر نیست این دارو می‌تواند برای کسانی که آلرژی خفیف تا متوسط به پنی سیلین دارند استفاده شود، اما برای کسانی که آلرژی حاد دارند توصیه نمی‌شود. مانند دیگر آنتی بیوتیک‌ها، سفالکسین نیز علیه عفونت‌های ویروسی مانند سرماخوردگی یا برونشیت حاد مؤثر نمی‌باشد.
احتمال بروز عوارض جانبی وجود دارد، مانند: سوءهاضمه، اسهال، آلرژیها، انتروکولیت با غشای کاذب. شواهدی مبنی بر ضرر استفاده از این دارو در دوران شیردهی وجود ندارد. استفاده از این دارو در دوران شیردهی به‌طور کلی بی خطر است. سفالکسین برای کودکان و همچنین افراد بالای ۶۵ سال مناسب است. شاید برای افراد مبتلا به نارسایی کلیه نیاز به کاهش دوز باشد.
در سال ۲۰۱۲، سفالکسین یکی از صد داروی تجویز شدهٔ اول در ایالات متحده شناخته شد. در استرالیا، این دارو یکی از ۱۵ دارویی است که بیشترین میزان تجویز را دارد. سفالکسین در سال ۱۹۶۷ فرآوری شد و نخستین بار در سال ۱۹۶۹ و ۱۹۷۰ توسط شرکت‌های گلاکسواسمیت‌کلاین و الای لیلی اند کامپنی با نام کفلکس و سپورکس و دیگر عنوان‌ها روانهٔ بازار شد. سفالکسین یک داروی عمومی است که نام‌های تجاری دیگری نیز دارد و خیلی گران نیست. این دارو در فهرست داروهای اساسی سازمان بهداشت جهانی آورده شده‌است. این فهرست شامل ضروری‌ترین داروها در یک نظام سلامت است. این دارو به گونه ای است که به دنبال مصرف خوراکی به سرعت و به طور کامل از دستگاه گوارش جذب می‌شود. غذا جذب سفالکسین را به تأخیر می‌ اندازد، ولی مانع جذب آن نمی‌ شود. درباره دفع این دارو هم باید گفت که سفالکسین عمدتاً به صورت تغییر نیافته در ادرار و از طریق ترشح لوله‌ای در کلیه و فیلتراسیون گلومرولی دفع می‌ شود.
عوارض و تداخلات:به دلیل شیوه جذب و دفع و اثرات داروهای دسته آنتی بیوتیک سفالکسین عوارض زیر به تناوب شرایط جسمی و عفونی هر شخص رخ میدهد.
عوارض شایع
۱-خواب آلودگی
۲-ضعف بینایی تاری دید
۳-تعریق و دفع مایعات
عوارض کمتر شایع
۱-خشکی دهان
۲-توهم
۳-ضعف عضلانی و جسمانی
۴-دفع خون از ادرار